# Majláth Mikes László
Majláth Mikes László (Budapest, 1950. május 2. –) magyar humorista, újságíró, jogász, újpesti lokálpatrióta.
Édesapja, Mikes György nyomdokaiba lépve humoristaként lett ismert. Írásaival a közélet visszásságait pellengérezi ki éles, szókimondó stílusban. Betegsége (mániás depresszió) gyötrelmeinek tapasztalatait egy kötetben foglalta össze. Az első szerzők egyike, akik könyvükben forrásként a Wikipédiát is megjelölték.

## Életút
1974-ben szerzett jogi doktorátust, később elvégezte az újságíró-iskolát is. Négy évig dolgozott végzettségének megfelelően a tűzoltóságnál. 1979 és 1990 között az MTI-nél újságíró. 1980-tól publikált a Ludas Matyinál, majd az utód Új Ludasnál. Írásaival találkozhattunk a hosszabb-rövidebb időt megélt: Kurír-Elefánt (1993–1998), Úritök (1992–1993), valamint a Pesti Vicc (1995–1999) lapoknál. Rendszeresen publikál a Hócipőben és az Amerikai Magyar Népszava Szabadságban. Több mint másfél évtizedig Vitriol címmel péntekenként rovata volt a Magyar Hírlapban.
Magánszámait, jeleneteit a Mikroszkóp illetve a Vidám Színpad is műsorára tűzte. Széles körű ismeretséget a rádió biztosított számára. Állandó szerzője volt a Kaposy Miklós szerkesztette Rádió Karinthy Színpadnak. Szerzője és konferansziéja a Rádiókabarénak is. Legismertebb számai: Géza és Gizus, és a Kern András előadásában sikerre vitt Anyuka sorozat.

## Művei
- Bukfenc (Új Ludas Kft., 1991) Társszerző
- Tóni ez lenne Európa? (1998)
- Egy depressziós humorista vallomásai (Glória Kiadó, 2008) ISBN 978-963-9587-47-2

## Méltatások
- Popper Péter

„Szóval, Kedves Mikesünk! Néha elvonulsz közülünk és kipihensz minket, néha visszatérsz közénk, mint a nevetés apostola, és nekünk kicsit könnyebb lesz a szívünk. Ez a te missziód. Igazán üdvös küldetés. Miattunk vigyázz Magadra, nehogy egy óvatlan pillanatban mégis ellopjon téged a halál.”

## Kitüntetései
- Karinthy-gyűrű (1997)
- Bonbon-díj (1998, 1999, 2000, 2001)
- Kollektív Joseph Pulitzer-emlékdíj, (2000)
- Marton Frigyes-díj